# Hemiwinthemia calva
Hemiwinthemia calva là một loài ruồi trong họ Tachinidae.